# Love Junkies
Love Junkies (恋愛ジャンキー, Ren-ai Junkies) est un manga écrit et dessiné par Kyo Hatsuki. Il a été prépublié dans le magazine Young Champion de l'éditeur Akita Shoten, et a été compilé en un total de 26 tomes. Le manga a été édité en France en intégralité par Taifu Comics, mais il n'est plus commercialisé.

## Synopsis
Ce manga racontes des histoires d'amour et de sexe de différents personnages, plus particulièrement celle d'Eitarô Sakakibara et de Okaku.

## Personnages
Eitarô Sakakibara
Il est un employé de l'agence de publicité "First Agency". Après s'être fait dépuceler par Maiko, il connaît ensuite un succès croissant avec les membres de la gent féminine.
Teruyoshi Obi
Colocataire, collègue de travail et ami d'enfance d'Eitarô.
Maiko Shiina
Travaille pour l'agence d'assurances vies "Nikkori". Elle n'hésite pas à utiliser ses charmes pour faire signer des contrats à ses clients. Eitarô fait partie d'entre eux.
Miho Ide
Étudiante qu'Eitarô rencontre sur le net (Grâce à Obi, néanmoins.). Elle entretient une correspondance avec Eitarô sur internet.
Gauleman
Allégorie de la libido d'Eitarô. Il est traité comme un personnage à part.